# Satellite S3 (CDGVAL)
Satellite S3 est une station de la seconde ligne de métro automatique CDGVAL, appelée aussi LISA (Liaison Interne Satellite Aérogare) dans l'aéroport de Roissy-Charles-de-Gaulle.

## La station
Ouverte le 27 juin 2007, et située en zone sous douane mais hors sécurité, elle donne accès au satellite S3 La Galerie Parisienne de l'aéroport de Roissy-Charles-de-Gaulle. Cette station est l'ancien terminus Est de la seconde ligne de CDGVAL et une station traversante depuis l'ouverture du terminal S4 le 28 juin 2012.